# Sada (kommunhuvudort)
Sada (galiciska: Sada da Area, Santa María de Sada) är en kommunhuvudort i Spanien.   Den ligger i provinsen Provincia da Coruña och regionen Galicien, i den nordvästra delen av landet, 500 km nordväst om huvudstaden Madrid. Sada ligger 44 meter över havet och antalet invånare är 14 487.
Terrängen runt Sada är platt västerut, men österut är den kuperad. Havet är nära Sada åt nordost.  Närmaste större samhälle är A Coruña, 11,3 km väster om Sada. 